# Меланхолия и тайна улицы
Меланхо́лия и та́йна у́лицы (итал. Misterio e malinconia di una strada, Тайна и меланхолия улицы) — картина итальянского художника Джорджо де Кирико, написанная в 1914 году во время «метафизического» периода его творчества (1909—1919).
Девочка с обручем бежит по пустынной улице навстречу тени, отбрасываемой скрытой за зданием фигурой. Пространство разбито на две части, одна находится в глубокой тени, другая — под ярким солнцем. В правом нижнем углу, рядом с тёмным зданием, стоит пустой открытый фургон. Слева видно уходящее вдаль белое здание с аркадой и круглыми башнями.
Критики отмечают агрессию и угрозу, исходящую от тени фигуры, преграждающей дорогу девочке. По самой тени невозможно понять, кому она принадлежит. Лишь по словам самого Кирико и после сравнения «Меланхолии…» с другими его картинами того же периода, можно определить, что тень принадлежит статуе, а не кому-то живому.
Если аркады, статуи и пустынные города типичны для раннего Кирико, то девочка с обручем более нигде в его работах не встречается. По мнению Джеймса Тролла Соби, исследователя творчества Кирико, на него повлияла маленькая девочка с картины Жоржа Сёра́ «Воскресный день на острове Гранд-Жатт» (1886).
Несмотря на то, что на первый взгляд картина выглядит цельной, объекты написаны в различных проекциях. Фургон написан в изометрической проекции, дома — в перспективных проекциях, причем разных — центры проекции дома слева и дома справа сильно отличаются. Джеймс Соби отмечает, что «геометрия картины сознательно изменялась для поэтических целей».
Дверь фургона оставлена открытой. Некоторые критики полагали, что дверь открыта из-за шалости девочки с обручем. Однако, по мнению Джеймса Соби, она оставлена Кирико открытой просто из композиционных соображений или чтобы создать иллюзию того, что внутри фургона происходит или будет происходить нечто таинственное.
В конце 1960-х годах Кирико написал реплику своей картины — «Меланхолия и тайна улицы. Девочка с обручем» (итал. Mistero e malinconia di una strada, fanciulla con cerchio), задним числом подписав её 1948 годом. В отличие от оригинала, на реплике у фургона нет колёс; в белом доме слева меньше арок — 10 вместо 15; у тени, преграждающей дорогу девочке, нет руки; в башне белого здания нет окон; рядом с фургоном разбросан багаж. Вся работа в каждой детали пронизана идеей отсутствия, недостатка — тени от фигуры укорочены, девочка бежит не так стремительно. Размер картины — 74,9 × 59,1 см.